# Туркмен Алем 52Е
Туркмен Алем 52Е / MonacoSat — первый туркменский спутник связи, построенный французской компанией Thales Alenia Space на основе спутниковой платформы Спейсбас. Запуск был произведён 27 апреля 2015 года по местному времени с мыса Канаверал. Спутник расположен на геостационарной орбите на высоте 35786 километров от поверхности Земли. Спутник покрывает большую часть Средней Азии и часть Европы.

## Эксплуатация спутника
Планируется, что спутник прослужит на орбите 15 лет. По мнению бывшего президента Туркмении Гурбангулы Бердымухамедова, «наличие собственного спутника должно ускорить развитие в стране систем связи и Интернета, телевидения, способствовать реализации экологических программ, совершенствованию методов разведки новых месторождений, а также успешной реализации ряда других государственных программ». Первый искусственный космический спутник Туркмении, отправит на орбиту американская компания.
В некоторых СМИ сообщалось, что спутник будет доставлен на геостационарную орбиту с китайского космодрома, Сичан на юго-западе Китая. Однако, в связи с изменением законодательства, некоторые американские компоненты нового спутника не могут быть переданы на территорию Китая. Это вынудило участников проекта внести коррективы в планы по запуску туркменского спутника в космос, и перенести их на территорию США, космодром на мысе Канаверал.
Узбекистан инвестировал 20$ млн. долларов как помощь в развитии информационных технологий Туркмении.
Так, французская компания Thales «Alenia Space», ведущая работы по проектированию, строительству и запуску туркменского спутника, заключила контракт с американской компанией «SpaceX», которая выведет его на постоянную орбиту, с помощью двухступенчатой ракеты-носителя на жидком топливе — Falcon 9.
Запуск спутника запланирован на первую половину 2015 года. После запуска, контроль и управление будет передано, вновь созданному Национальному космическому агентству Туркмении.
Согласно контракту между Space Systems International-Monaco S.A.M и Министерством связи Туркмении, спутник планируется к размещению в позиции 52 градуса восточной долготы, на высоте 35786 километров от поверхности Земли, над территорией Туркмении.
Первый национальный спутник Туркмении создаётся на базе французского спутника «Spacebus 4000», который будет весить около 4500 кг, и относится к средним спутникам современного поколения, уже рассчитанным на трансляцию HD-телевидения и потокового мультимедиа.
Как ожидается, наличие собственного спутника должно ускорить развитие в стране систем связи и Интернета, телевидения, способствовать реализации экологических программ, совершенствованию методов разведки новых месторождений, повысить уровень телекоммуникационного охвата страны.
Спутник будет вещать на часть Европы, Азии и Африки. У него будет 38 транспондеров. Им будут управлять из наземного Центра управления, находящегося на территории Туркмении в Ахалском велаяте, а также из резервного Центра управления в Дашогузском велаяте.

## Вывод на орбиту
Туркмен Алем 52Е был запущен на орбиту 28 апреля 2015 года в 07:03 по местному времени с космодрома Канаверал (США). Запуск был осуществлён ракетой-носителем «Falcon 9», на которой был изображён герб Туркмении.

## Технические характеристики
Транспондеры: 38 Ku-диапазона, работающих в трёх лучах:
- Восточный (East): ULR Single Offset LongFocal (SOLF) антенна диаметром 2,4 метра
- Западный (West): ULR Single Offset LongFocal (SOLF) антенна диаметром 2,2×2,6 метра
- Ближний Восток + Северная Африка (MENA — Midle East North Africa): CMR Single Offset LongFocal (SOLF) антенна диаметром 2,4 метра

- Срок службы: 15 лет
- Орбитальная позиция: 52° в. д.
- Полезная нагрузка: Потребляемая мощность 8 кВт — весом 352 кг (включая TCR).
- Спутник: Потребляемая мощность 10 кВт — сухой вес 1839 кг.
- Панели солнечных батарей (EQX/EOL): мощностью 11,3 кВт.
- Аккумулятор: 18,2 кВт в час энергии.
- Коэффициент надёжности: > 0,75 на 15 лет.
- Масса спутника при запуске: 4731 кг.

Как сообщает портал о космических спутниках Satbeams, согласно соглашению сторон, треть мощности туркменского спутника будет использовать компания SSI Monaco.

## Орбита
Орбитальную позицию для спутника связи предоставила «Space Systems International-Monaco S.A.M.», с компанией был заключён соответствующий контракт.

## Таблица частот

### Открытые телеканалы[12]
| ТВ канал           | Частота приёма | Поляризация | Скорость потока | FEC | Beam |
| Алтын Асыр         | 12264          | V           | 27500           | 2/3 | Asia |
| Яшлык              | 12264          | V           | 27500           | 2/3 | Asia |
| Мирас              | 12264          | V           | 27500           | 2/3 | Asia |
| Туркменистан       | 12264          | V           | 27500           | 2/3 | Asia |
| Ашхабад            | 11135          | V           | 27500           | 5/6 | Asia |
| Туркмен овазы      | 12303          | V           | 27500           | 2/3 | Asia |
| Туркменистан спорт | 12303          | V           | 27500           | 2/3 | Asia |

### Открытые радиоканалы[13]
| Ватан       | Туркменская радиостанция | открыто |
| Чартарапдан | Туркменская радиостанция | открыто |
| Мирас       | Туркменская радиостанция | открыто |
| Оваз        | Туркменская радиостанция | открыто |